# Eszkimó művészet

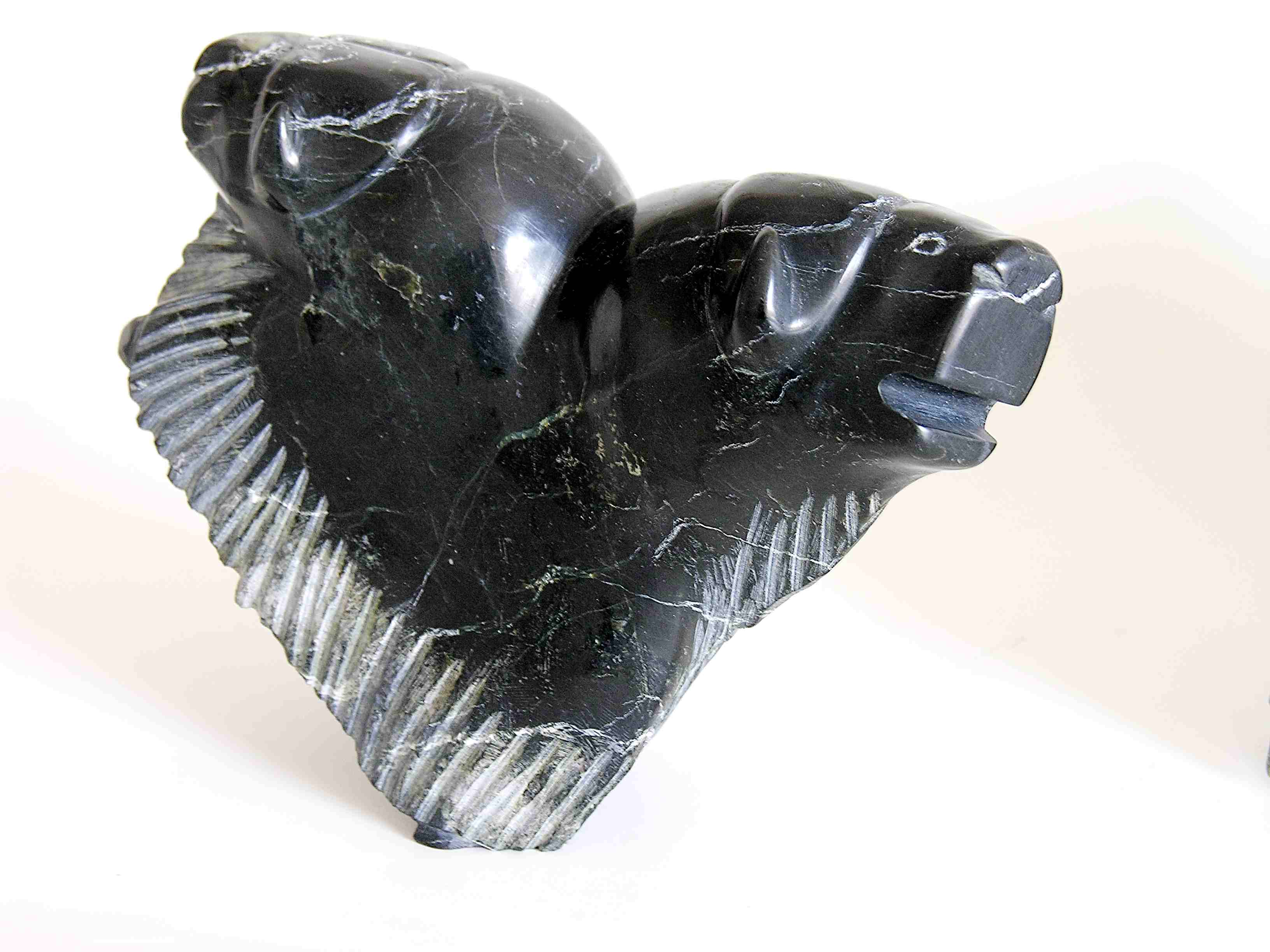
Kortárs, de továbbra is a természeti környezet ihlette műalkotás

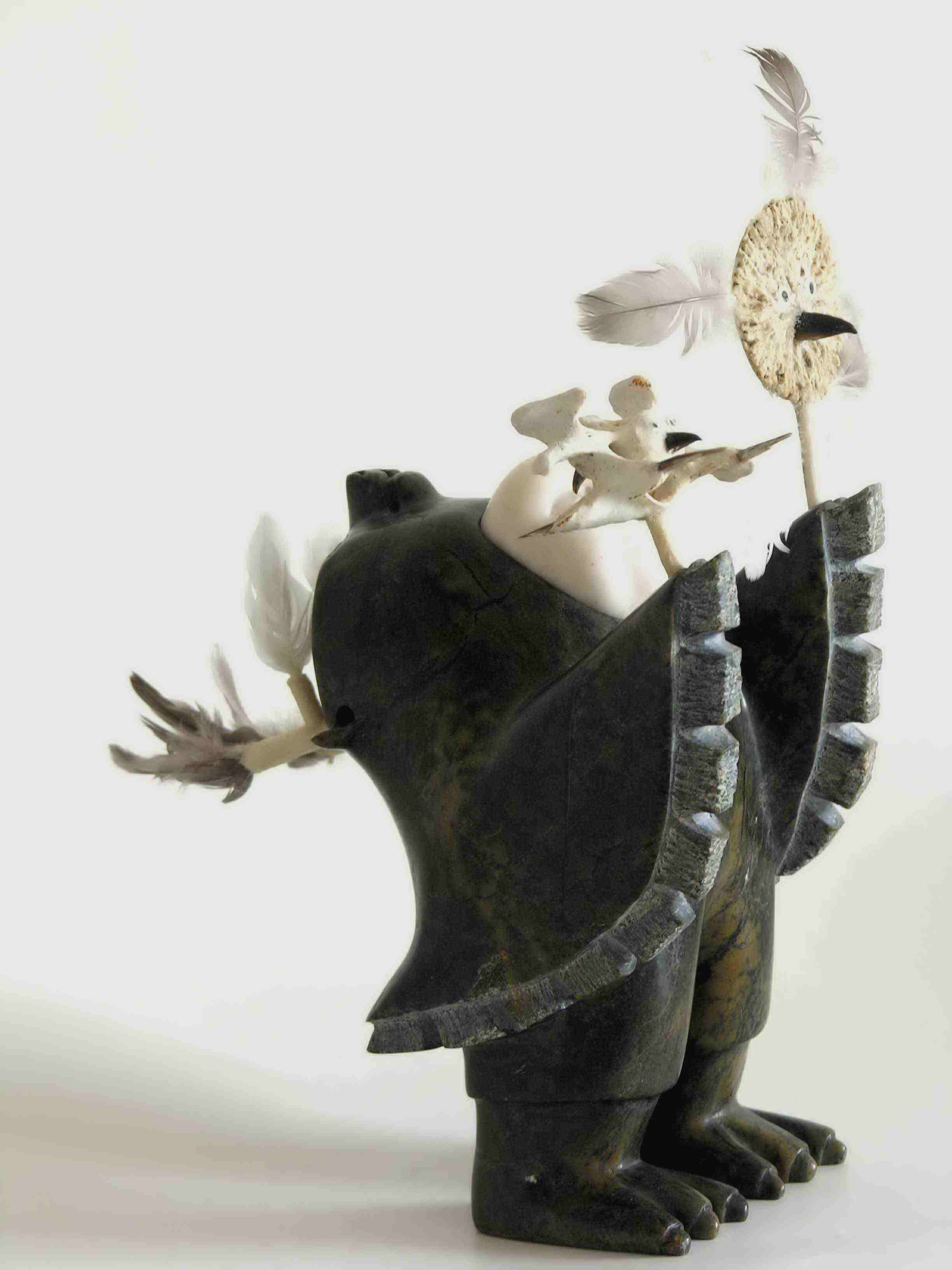
Kortárs, de továbbra is a hiedelemvilág ihlette műalkotás: sámán jelképes ábrázolása

Az eszkimó művészet elsősorban a használati tárgyak díszítőművészetén alapul. Három kultúrkört különböztethetünk meg, és mind a háromra egyaránt vonatkozik az, hogy nyersanyagában nagyon szegényes. Jóformán csak csontot, követ és bőrt használnak az eszkimók, de Alaszka délibb vidékein fából is készülnek tárgyak. Az is jellemző rá, hogy a kultikus tárgyak picik, azért hogy nagyobb megterhelés nélkül vihessék magukkal ezeket a csont-és kőszobrocskákat. 

## Bering-tenger környéki művészet
1986-ban három kutató, Jenness, Hrdlička, Geist egymástól függetlenül gyűjtötték össze a térség emlékeit, az egykori települések feltárásával. A Szent Lőrinc-, Punuk-, és a kis Diomeda szigetről értékes dolgok kerültek elő. 
Az eszkimók használati tárgyakat, dárdákat, nyílhegyeket díszítettek bekarcolt vonalakkal, amelyek az egyszerű geometriai ábráktól idővel a bonyolultabb alakokig fejlődtek. A Bering-tengeri kultúra legrégibb emlékei a tudósok szerint i. e. 2258-ból származnak. Később a Punuk és Ipiutak kultúrát különböztetik meg, amelyek mindegyikében bonyolult szimmetrikus geometriai díszek tűnnek fel használati és temetkezési tárgyaikon. 

## Alaszkai eszkimó művészet
Az alaszkai eszkimók művészete kapcsolatba került az indián művészettel, ennek bizonyságai a színes táncmaszkok. Az alaszkai eszkimó művészetben geometrikus díszítésű íjakat, lándzsákat is találunk. 
Több alaszkai területen, különösen a Cook-öböl mentén a Kodiak-szigeten kerültek elő főleg csontból faragott kis ember és állatszobrocskák. Közös jellemzőjük a naturalista ábrázolásmód. A vizsgálatok alapján e kultúra kezdete i. e. 700-ra esik.

## Kanada és Grönland eszkimó művészete
A térség művészetének legrégibb emlékeit Jenness gyűjtötte össze és dolgozta fel 1925-ben. Ez a kultúrkör a legrégibb időkben még nagyjából egységesnek tekinthető, különösen jellemzők rá az erősen stilizált, sokszor már absztrakt, csontból, szaruból és néha kőből faragott ember- és állatszobrocskák. A környezetükben élő medve, fóka, rénszarvas, bálna, rozmár, bagoly, lúd, kacsa mind feltűnnek, de elképzelt szörnyek, tengeri istenek ábrázolása is előfordul. Használati tárgyaikon díszítőelemként szívesen alkalmaznak figurális motívumokat is, például bekarcolt ember- és állatalakokkal ékesítette csontíjait. Ennek a Dorset-kultúrának legrégibb emlékei i. e. 675-ből mutathatók ki, és továbbélése egészen a 14. századig követhető. A későbbiek során különösen a fafaragás és a szobrászat fejlődött tovább. A mai kanadai eszkimó művészet különösen a Hudson-öböl környékén virágzik, jelentős népművészei az öböl partján, Povungnituk, Kogalik, Baker Lake, Churchill, Repulse Bay, Igloolik, a Baffin-szigeti Cape Dorset, Lake Harbour, Kangeak, Frobisher Bay, és az Ellesmere-szigeten élnek.